# FC Nieuwendijk
FC Nieuwendijk was een Belgische voetbalclub uit Mechelen. De club werd in 1946 opgericht als FC Rode Star Mechelen en sloot in 1947 aan bij de KBVB met stamnummer 4791. 
In 1952 nam de club de naam FC Nieuwendijk aan, naar de gelijknamige Mechelse buurt.
In 2005 fuseerde de club met KSV Pasbrug en vormde zo KGR Katelijne, men ging verder onder het stamnummer van Pasbrug, stamnummer 4791 verdween.

## Geschiedenis
De club debuteerde in officiële competitie in 1948-1949 in Derde Provinciale als FC Rode Star en eindigde voorlaatste. De twee volgende seizoenen eindigde men laatste.
In 1951-1952 werd niet aan de competitie deelgenomen en toen men zich in 1952-1953 opnieuw aanmeldde, gebeurde dat onder de nieuwe naam FC Nieuwendijk.
De resultaten bleven weinig opzienbarend, doorgaans eindigde de club in de onderste helft van de klassering in Derde Provinciale en toen in 1972 in de provincie Antwerpen een vierde provinciale reeks werd ingevoerd, kwam FC Nieuwendijk daar terecht.
Vanaf de jaren tachtig verbeterden de sportieve prestaties en in 1988 mocht de club met een tweede plaats een eerste promotie in de clubgeschiedenis vieren. 
De club kreeg vaste voet aan de grond in Derde Provinciale en vanaf de tweede helft van de jaren negentig kwam FC Nieuwendijk steeds dichter bij promotie naar de tweede hoogste provinciale reeks. In 1995, 1996 en 1997 strandde de club drie maal na elkaar op de derde plaats.
In 1999 was dat opnieuw het geval, maar deze keer was dat wel voldoende voor promotie. Tussen 1999 en 2004 speelde de club in Tweede Provinciale, waarbij een zevende plaats in 2001-2002 het hoogtepunt vormde.
In 2004 degradeerde FC Nieuwendijk en in het laatste seizoen uit het bestaan van de club werd een vierde plaats in Derde Provinciale behaald.
Men fuseerde met het nabijgelegen KSV Pasbrug en ging onder hun stamnummer verder als KGR Katelijne, het Doms Stadion van Nieuwendijk bleef wel de thuishaven van het eerste elftal. Gezien beide clubs groen en rood als clubkleuren hadden, bleven ook die behouden.